# Cammino di San Vili
Il cammino di San Vili è un percorso storico-naturalistico situato nella provincia di Trento, in Italia, lungo 109,2 km, che collega Madonna di Campiglio in Val Rendena alla città di Trento. È stato ideato e curato dalla Commissione tutela ambiente montano della SAT (Società degli alpinisti tridentini) con la collaborazione della Commissione sentieri della SAT stessa.

## Caratteristiche del percorso
Il percorso totale del sentiero ricalca in gran parte il percorso seguito da Vigilio nel 400 dopo Cristo durante le sue predicazioni in Giudicarie e in Val Rendena.
Da Trento a Madonna di Campiglio è suddiviso in 6 tratti; ciascuno di per sé costituisce un'escursione completa. Il sentiero è marcato con il consueto segnavia bianco-rosso. Per tracciare tale itinerario non sono stati sacrificati territori montani, né aperte nuove brecce nel bosco.